# Carducos
Carducos (em grego: Καρδούχοι; romaniz.: kardoúchoi) ou cardúquios (em latim: Carduchii) eram um grupo de tribos guerreiras que habitavam uma área que se estendia do rio Centrites no sul até uma área ao norte de Cizre na atual Turquia. Algum tempo depois de 401 a.C., expandiram sua autoridade ao vale do Tigre ao norte. Entre 165–95 a.C., estabeleceram o reino independente de Gordiena, aparentemente como resultado do vácuo de poder que ocorreu após o enfraquecimento do Império Selêucida (312–63 a.C.).

## Nome de origens
A origem etnolinguística dos carducos é incerta, embora pareça que eram de origem não armênia com base nos relatos do historiador grego Xenofonte (morreu em 355/54 a.C.) e escritores clássicos como Estrabão (morreu em 24 d.C.) e Plutarco (morreu depois de 119). O iranólogo e curdo Garnik Asatrian considera que eram um povo indígena pré-indo-europeu que habitava a área antes das migrações indo-arianas.
A origem do nome "carducos" também é incerta. Alguns historiadores sugeriram que é derivado do urartiano não indo-europeu devido ao sufixo -uchi ou similaridade em consoantes com o nome dos cáldios. Esses dois argumentos foram criticados pelo historiador Michał Marciak, que afirma que "A primeira semelhança aparente não atinge o ponto linguisticamente, pois não aborda a raiz do etnônimo; e a segunda semelhança não parece realmente ser muito próxima". Outros historiadores sugerem que está relacionada à palavra semítica acadiana qardu ("forte", "heroico").

## História
Os carducos eram um grupo de tribos guerreiras que habitavam uma área que se estendia do rio Botã, no sul, até uma área ao norte da atual cidade turca de Cizre. O território que habitaram estava situado a meio caminho entre as satrapias (províncias) assírias e armênias do Império Aquemênida (550–330 a.C.). As terras baixas da Mesopotâmia no sul e a Armênia no norte foram as duas principais influências culturais na região, com as primeiras aparentemente tendo um impacto mais forte. A área provavelmente foi incorporada ao Império Aquemênida durante o reinado de seu primeiro governante, Ciro, o Grande (r. 550–530 a.C.).
O livro histórico do século IV a.C., Anábase, de Xenofonte, é o primeiro registro histórico a se referir à existência dos carducos. Suas terras faziam parte da rota pela qual a força grega conhecida como os Dez Mil marchou após a Batalha de Cunaxa em 401 a.C.. Xenofonte descreveu-os como aldeões que trabalhavam na agricultura, viticultura, artesanato e criação de animais.
Devido à falta de armas, os carducos não estavam dispostos a enfrentar os gregos diretamente. Em vez disso, recorreram à guerrilha, atirando flechas, jogando pedras e bloqueando drenos contra os gregos. Essa estratégia se encaixava bem com as características do terreno. Apenas pequenos cânions e riachos perfuravam as dobras íngremes das montanhas florestadas. Por causa disso, os gregos só podiam se aproximar de cânions rochosos e caminhos limitados. Como resultado, o bloqueio dessas rotas pelos carducos e a ocupação de terras mais altas ao longo do caminho representaram um desafio significativo.
Os carducos mais tarde expandiram sua autoridade além do rio Botã no sul, eventualmente ganhando a posse de uma área adjacente à parte norte do rio Tigre localizada entre os rios Batmane e Cabur no sudeste da Anatólia. Durante o Período Helenístico, os carducos estabeleceram o reino independente de curta duração de Gordiena entre 165–95 a.C., aparentemente como resultado do vácuo de poder que ocorreu após o enfraquecimento do Império Selêucida (312–63 a.C.).
Embora tenha sido frequentemente debatido no passado que os curdos modernos eram descendentes dos carducos, é muito mais provável que os curdos sejam descendentes dos círcios, que aparecem nas obras de Políbio, Tito Lívio e Estrabão. O historiador John Limbert, escrevendo em 1968, afirma que "os estudos mais antigos acreditavam que os curdos modernos eram descendentes diretos dos carducos", mas que "essa visão tem sido amplamente contestada desde o início do século XX".